# Réseau des bibliothèques de Suisse occidentale
Le réseau des bibliothèques de Suisse occidentale, connu sous l’acronyme RERO (pour « Réseau romand »), est le plus grand réseau de bibliothèques de Suisse occidentale, rassemblant aujourd'hui la plupart des bibliothèques publiques, patrimoniales et spécialisées des cantons de Fribourg, Jura, Neuchâtel et Valais, ainsi que celles des Tribunaux de la Confédération. Sa centrale se site à Martigny, en Valais.

## Présentation
RERO a été créé en 1985 de la volonté de coopération de plusieurs grandes bibliothèques romandes. L'institution gérait un catalogue collectif d'environ 200 bibliothèques au service des 50 000 étudiants de trois universités romandes (Fribourg, Genève et Neuchâtel), de la Haute école spécialisée de Suisse occidentale et des hautes écoles pédagogiques (Valais, Fribourg et BEJUNE), et de quelque 280 000 lecteurs inscrits.
Jusqu'à fin 2016, le canton de Vaud faisait également partie de RERO. Toutefois, en mars 2014, il a choisi de se retirer pour fonder son propre réseau de bibliothèques, qui est entré en activité le 1er janvier 2017 sous le nom de Renouvaud.
Le 7 décembre 2020, les bibliothèques universitaires et les Hautes Écoles de Fribourg, Genève, Neuchâtel et Valais quittent RERO pour SLSP.
Le  12 juillet 2021 les 58 bibliothèques du réseau quittent RERO pour RERO+.

## Services

### Services au public
RERO propose deux principaux services au public, sur mandat de ses bibliothèques membres :
- RERO Explore : le catalogue collectif des bibliothèques RERO, donnant accès à quelque 7 millions de notices bibliographiques pour plus de 12 millions d'exemplaires[5]. Ce catalogue permet également de localiser 222 400 périodiques dont 3 169 périodiques électroniques. Par sa fonction d'outil de découverte, il agrège également d'autres contenus, tels que RERO DOC, ArODES ou l'Archive ouverte UNIGE.
- RERO DOC : la bibliothèque numérique des bibliothèques RERO, mettant à disposition des documents académiques et patrimoniaux en libre accès.

Par ailleurs, les métadonnées créées par les bibliothèques membres de RERO sont récupérables en Open Data, c'est-à-dire gratuitement et sous la licence ouverte CC0.

### Services aux bibliothèques
RERO a développé une palette de services destinés directement aux bibliothèques :
- Un système de prêt entre bibliothèques (ILL RERO)
- Un vocabulaire d'indexation matière basé sur RAMEAU et un fichier d'autorités auteur
- Un système de gestion des paramètres nommé Rialto
- Un système d'authentification centralisée (OAuth)
- De l'hébergement numérique (exemple : la plateforme e-newspaperarchives.ch de la Bibliothèque nationale suisse)
- Une coordination métier (catalogage, acquisition, prêt, etc.)
- Des formations et du support
- Des traitements de données
- Un centre informatique basé à Martigny et supportant les services cloud

## Projet RERO 21
Le projet RERO 21 vise transformer dès 2021 l'institution RERO en un "centre de compétences et de services aux bibliothèques" ouvert à toutes les régions linguistiques suisses. Dans cette optique, RERO deviendra une fondation à but non lucratif.
Le projet RERO 21 est né du fait d'importants changements dans les réseaux de bibliothèques suisses. D'une part, le Canton de Vaud annonce en 2014 son retrait de RERO pour 2017, alors qu'il contribuait à une part importante de son budget de fonctionnement. D'autre part, le projet SLSP (Swiss Library Service Platform), lancé en 2015 et visant à créer une plateforme de services pour les bibliothèques des hautes écoles au niveau suisse, a suscité l'intérêt des bibliothèques scientifiques RERO, majoritaires au sein du réseau.
Les deux principaux axes du projet RERO 21 sont les suivants :
- RERO ILS : développement d'un système de gestion de bibliothèque en Open Source[7], sur la base d'Invenio, un framework logiciel développé et maintenu au CERN. Ce logiciel sera destiné notamment aux bibliothèques publiques, scolaires et patrimoniales.
- SONAR[8] : développement d'un portail suisse des publications scientifiques suisses en Open Access, ainsi que de portails dédiés pour les institutions intéressées. Ce futur service permettra à RERO de garder un lien avec les bibliothèques académiques.